# Rappert-Vencz Gábor
Rappert-Vencz Gábor (Temesvár, 1967. július 7. –) erdélyi magyar színész, szabadúszó előadóművész, zenész, műsorvezető.

## Életpálya
Színházi családban született (édesapja a neves temesvári színész, Rappert Károly). Elemi és középiskolai tanulmányait szülővárosában végezte. Középiskolai tanulmányai végeztével a Szentgyörgyi István Színművészeti Intézetben tanult, színész szakon.
1990-ben szerzett színész diplomát, és még ugyanezen év őszén a Szatmárnémeti Északi Színház magyar tagozatához szerződött, melynek 2011 októberéig megszakítás nélkül tagja volt (a társulat egyik vezető színészeként). Tagja volt a társulat művészeti tanácsának és a Proscenium Alapítványnak. 2006-ban művészi munkájáért Kovács György-díjjal tüntették ki.
Színészi munkája mellett szívesen vállalt médiaszereplést, műsorvezetést is. Évekig a szatmárnémeti magyar rádió, a City Rádió műsorvezetője volt, de fontos szereplője (és műsorvezetője) a Román Televízió magyar adásainak is. 2011 októberében, röviddel Nagy Csongor Zsolt felmondása után maga is követte példáját, ugyanakkor hangsúlyozta, hogy kollégájától eltérően hajlandó végigjátszani a rá már korábban kiosztott szerepeket a műsoron lévő előadásokban. A felmondásuk után indult "nyilatkozatháború" során számos helyi politikus, mecénás és néző vette védelmébe, miközben éles kritikák is érték. A Harag György Társulat művészeti vezetése sajtótájékoztatón cáfolta az általuk megfogalmazott vádakat, több szatmárnémeti színész kollégájuk pedig (Lőrincz Ágnes, Bessenyei István, István István és Némethy Zsuzsa) nyílt levélben kritizálta döntésüket, illetve kérte álláspontjuk újragondolását.
A sajtóbotránynak egy, a Harag György Társulat tagjainak többsége által jegyzett közös sajtónyilatkozat vetett véget, melyben egyrészt sajnálatukat fejezték ki volt kollégáik döntése miatt (biztosítva őket arról, hogy készek mindkettejüket visszafogadni, amennyiben mégis meggondolnák magukat), másrészt viszont kifejezték abbéli szándékukat, miszerint továbbra is Keresztes Attila vezetésével képzelik el a jövőt. 

Rappert Gábor 2012 óta szabadúszó színészként és előadóművészként, reklám- és szinkronszínészként, tévés műsorvezetőként dolgozik, a Szatmárnémeti Északi Színház román tagozatával és különböző kulturális társaságokkal együttműködve.

## Szerepei[8][9][10]

### Fontosabb szerepei a Harag György Társulatnál
- Billy Flynn (Bob Fosse – Fred Ebb – John Harold Kander: Chicago, r. Keresztes Attila)
- Ká (Geszti Péter – Békés Pál – Dés László: A dzsungel könyve, r. Nagy Regina)
- Conti herceg (Hirson David: La Bête, r. Bodolay Géza)
- Mar-Szúr herceg, bögöl fejedelem (Szilágyi Andor: Leánder és Lenszirom, r. Keresztes Attila)
- Polonius (Kiss Csaba: Hazatérés Dániába, r. Albu István)
- Versinyin, Alexandr Ignatyevics, alezredes, ütegparancsnok (A.P. Csehov: Három nővér, r. Keresztes Attila)
- Harsányi Dénes Junior, ügyvéd (Tasnádi István: Malacbefőtt, r. Tasnádi Csaba)
- Chiriac (Ion Luca Caragiale: Zűrzavaros éjszaka, r. Árkosi Árpád)
- Kerekes Ferkó (Kálmán Imre: Csárdáskirálynő, r. Keresztes Attila)
- Zürcsev ( Aldobolyi Nagy György-Romhányi József: Bolond Vasárnap, r. Aldobolyi Nagy György)
- Paja (Munkácsy Miklós: Mindhalálig Beatles, r. Csurulya Csongor)
- Solness építőmester (Henrik Ibsen: Légvár, r. Csurulya Csongor)
- Migrén (Michel André-Fényes Szabolcs-Szenes Iván: Lulu, r. Czintos József)
- Almády (Molnár Ferenc: Játék a kastélyban, r. Parászka Miklós)
- Boér Kálmán (Csáth Géza: A Janika, r. Bérczes László)
- Buga Jóska (Rideg Sándor – Timár Péter: Indul a bakterház, r. Árkosi Árpád)
- Filiberto (Carlo Goldoni : Különös történet, r. Csurulya Csongor)
- Sztentori hang, Sugár Latzi haramjakapitány, Othello, Tűzoltó (Gaál József: A peleskei nótárius, r. Schlanger András)
- Antonio, velencei kalmár (Shakespeare: A velencei kalmár, r. Parászka Miklós)
- Gabi, agitátor (Háy János: A Senák, r. Lendvai Zoltán)
- Frantisek (Déry Tibor: Képzelt riport egy amerikai popfesztiválról, r. Horányi László)
- Alberto Saporito (Eduardo de Filippo: Belső hangok, r. Alexandre Colpacci)
- John Proctor (Boszorkányhajsza, Arthur Miller Salemi boszorkányok című műve nyomán, r. Uray Péter)
- Hübner Félix (Szomory Dezső: Györgyike, drága gyermek, r. Lendvai Zoltán)
- Jean, főlakáj (Szüle Mihály-Walter László-Harmath Imre: Egy bolond százat csinál, r. Parászka Miklós)
- II. Katona ( Jevgenyij Griskovec: Tél, r. Béres László)
- Harry, a walesi herceg (Falstaff, Shakespeare IV Henrik c.színműve alapján, r. Béres László)
- Tartuffe (Molière: Tartuffe, r. Kövesdy István)
- Retek (Egressy Zoltán: Portugál, r. Lendvai Zoltán)
- Dr. Árva Kiss Endre (Móricz Zsigmond: Búzakalász, r. Parászka Miklós)
- Lopahin (Csehov: Cseresznyéskert, r. Árkosi Árpád)
- Révész, Barabás (Presser Gábor-Sztevanovity Dusán-Horváth Imre: A padlás, r. Horányi László)
- Aljosa (Csehov-Kiss Csaba: De mi lett a nővel?, r. Venczel Valentin)
- Tomao Nicomaco (Vajda K.: Anconai szerelmesek, r. Andrei Mihalache)
- Scapin (Molière: Scapin furfangjai, r. Pinte Gavril)
- Mercutio (Shakespeare: Romeo és Júlia, r. Parászka Miklós)
- II. József (Peter Schaffer: Amadeus, r. Kövesdy István)
- Szappan (I. Partjelző) (Egressy Zoltán: Sóska, sültkrumpli, r. Tóth Páll Miklós)
- Csató (Molnár Ferenc: Doktor úr, Parászka Miklós, Csíki Játékszín)
- Richárd (Jókai Mór: A kőszívű ember fiai, r. Parászka Miklós, Csíki Játékszín)
- Pixi gróf (Szirmai-Bakonyi-Békeffi-Kaszó: Mágnás Miska, r. Parászka Miklós, Csíki Játékszín)
- Bolond (Shakespeare: Lear király, r. Parászka Miklós)
- Wurm (Schiller: Ármány és szerelem, r. Kövesdy István)
- Kálmán (Tamási Áron: Csalóka szivárvány, r. Parászka Miklós)
- Aston (Harold Pinter: A gondnok)
- Dorozsmay (Zerkovitz Béla-Szilágyi László: Csókos asszony, r. Parászka Miklós, Bessenyei István)
- I. Úr ( Sławomir Mrożek : Striptease)
- Ben (Harold Pinter: Étellift)
- Lucienn Ouvrier (Eisemann Mihály: Fekete Péter, r. Koncz István)
- Srác (Spiró György: Csirkefej, r. Kövesdy István)

## Egyéni estek, koncertek
- Csillagszél (koncertsorozat Kovács András Ferenc gyermekverseiből) – Nagy Csongor Zsolttal, Péter Attila Zsolttal és Cserey Csabával közös zenés előadóest.
- Mindhalálig Beatles (koncertsorozat az azonos című előadás dalaiból) – Nagy Csongor Zsolttal, István Istvánnal és Péter Attila Zsolttal közösen.
- Cseh Tamás-est Rappert Gábor előadásában – egyéni műsor.

## Díjai
- 1993. – Harag György Emlékplakett
- 2000. – Harag György Emlékplakett
- 2001. – Harag György Emlékplakett
- 2001. – Nádai István Emlékplakett
- 2006. – EMKE Kovács György-díj